# Saint Seiya
Áo giáp vàng là bộ truyện manga có tên gốc là Saint Seiya và Knights of the Zodiac của tác giả Kurumada Masami người Nhật. Bộ truyện tranh giành giải Animage Anime Grand Prix tại Nhật trong năm 1987. Trong năm 2002, bộ truyện tranh đã được tái xuất bản bởi công ty Toei Animation cùng với các tập tiếp theo thể theo yêu cầu của độc giả. Tại Việt Nam, bộ phim được chiếu vào lúc 14h các ngày Thứ 7 & Chủ nhật trên kênh HTV7 năm 1998 và từng được Công ty Điện ảnh Thành phố Hồ Chí Minh thuyết minh và được Hãng phim Phương Nam phát hành dưới định dạng VCD.

## Cốt truyện
Câu chuyện nói về những chiến binh được gọi là "Thánh đấu sĩ", là những người có nhiệm vụ bảo vệ nữ thần Athena và chiến đấu chống lại quyền lực của quỷ dữ. Bên cạnh đó cũng có những "Thánh đấu sĩ" thuộc phe tà ác thuộc lực lượng áo giáp đen. Trong thần thoại Hy Lạp, cứ 200 năm bọn quỷ dữ sẽ quay lại Trái Đất với âm mưu lật đổ thần Zeus và các thần khác để thống trị Trái Đất. Cùng lúc đó nữ thần Athena - con gái của thần Zeus - người có năng lực mạnh nhất trong các thần và được mệnh danh là nữ thần chiến tranh, sẽ được tái sinh với hình hài một đứa bé gái và sẽ trải qua nhiều thử thách để trở thành một nữ thần thật sự với quyền năng của Trái Đất để chống lại bọn quỷ dữ. (tuy nói Athena là mạnh nhất nhưng cô vẫn yếu hơn thần Hades - đại diện cho cái ác trong truyện - và khúc cuối Athena phải nhờ tới sự giúp đỡ các thánh đấu sĩ, và họ phải vất vả mới có thể đánh bại được Hades)

## Nhân vật
Xuất phát từ ý tưởng tên các chòm sao trên bầu trời thuộc cung hoàng đạo, các nhân vật chính trong câu chuyện được thêm vào tên của chòm sao mà họ thể hiện được sau khi trở thành "Thánh đấu sĩ" và nhận được áo giáp. Tổng cộng có 88 chòm sao đại diện cho 88 Thánh đấu sĩ, 88 Thánh đấu sĩ này sẽ bảo vệ cho nữ thần Athena trong cuộc chiến nhằm bảo vệ loài người chống lại các thế lực tà ác như Poseidon (Thần biển) và Hades (Thần địa ngục). Bản thân Poseidon cũng có các đấu sĩ trung thành với mình, còn Hades có trong tay 108 Ma đấu sĩ tương ứng với 108 ngôi sao. Trong 88 Thánh đấu sĩ, có 12 Thánh đấu sĩ có Thánh y vàng là 12 đấu sĩ mạnh nhất đại diện cho 12 chòm sao thuộc cung hoàng đạo, tiếp theo là các Thánh đấu sĩ bạc và cuối cùng kém nhất là Thánh đấu sĩ đồng. Tên của các Thánh đấu sĩ được gọi cùng với tên các chòm sao sẽ thể hiện các chiêu thức và các phép thuật mà họ sử dụng. Ngoài ra các chòm sao đều thể hiện như là chòm sao chiếu mệnh của họ.
Mặc dầu phần đầu và phần giữa cốt truyện đều xoay quanh Thánh đấu sĩ Seiya chòm sao Thiên Mã, nhưng càng về sau thì xuất hiện thêm nhiều nhân vật mới.
Sau đây là tên các nhân vật chính trong truyện:
- Pegasus Seiya (Thánh đấu sĩ chòm sao Thiên Mã);
- Cygnus Hyoga (Thánh đấu sĩ chòm sao Thiên Nga);
- Dragon Shiryu (Thánh đấu sĩ chòm sao Thiên Long);
- Andromeda Shun (Thánh đấu sĩ chòm sao Tiên Nữ);
- Phoenix Ikki (Thánh đấu sĩ chòm sao Phượng Hoàng);
- Saori Kido (Hiện thân của nữ thần Athena)

Nhiệm vụ của những Thánh đấu sĩ là bảo vệ nữ thần Athena và chiến đấu chống lại quỷ dữ. Những Thánh đầu sĩ mặc những bộ Thánh y mà họ đã lấy được sau khi trải qua nhiều năm huấn luyện cực kỳ gian khổ. Những bộ Thánh y bảo vệ họ một số khả năng đặc biệt. Mỗi bộ Thánh y tiêu biểu một chòm sao, từ đó các Thánh đấu sĩ lấy được sức mạnh gọi là "Cosmo - Tiểu vũ trụ nội tại" hay còn gọi là giác quan thứ 7. Mỗi Thánh đấu sĩ đều có các tiểu vũ trụ riêng với các năng lực riêng biệt.

### Thánh đấu sĩ vàng - Kim thánh
Trong bộ truyện tranh Áo Giáp Vàng, Thánh đấu sĩ vàng là những người canh giữ 12 cung của Thánh Vực để bảo vệ nơi nữ thần Athena trú ngụ dưới hình hài cô gái Saori Kido.  Các Thánh đấu sĩ vàng là những người có năng lực mạnh nhất trong các Thánh đấu sĩ bảo vệ nữ thần Athena. Cách 200 năm một lần, các Thánh đấu sĩ vàng đã chết trong trận chiến các thế lực tà ác sẽ được thay thế bởi những Thánh đấu sĩ đồng và bạc. Những Thánh đấu sĩ vàng nào còn sót lại sau những trận chiến sẽ được chon lựa để lên nắm giữ chức Giáo hoàng của Thánh Vực, với nhiệm vụ bảo vệ nữ thần Athena và lãnh đạo tất cả các Thánh đấu sĩ.
12 Thánh đấu sĩ vàng và tên chòm sao tương xứng:
- Mu của chòm sao Bạch Dương
- Aldebaran của chòm sao Kim Ngưu
- Saga của chòm sao Song Tử
- Death Mask của chòm sao Cự Giải
- Aiolia của chòm sao Sư Tử
- Shaka của chòm sao Xử Nữ
- Donko của chòm sao Thiên Bình
- Milo của chòm sao Bọ Cạp
- Aiolos của chòm sao Nhân Mã
- Shura của chòm sao Ma Kết
- Camus của chòm sao Bảo Bình
- Aphrodite của chòm sao Song Ngư

### Thánh đấu sĩ bạc - Ngân thánh
Trong bộ truyện những Thánh đấu sĩ bạc chỉ được nhắc đến như là những đấu sĩ kỹ năng và sức mạnh chỉ hơn Thánh đấu sĩ đồng nhưng về cách xưng hô thì có thể ngang với Thánh đấu sĩ vàng. Trong tình tiết của bộ truyện, các Thánh đấu sĩ bạc được lập ra chỉ với mục đích phục vụ cho Giáo hoàng của Thánh Vực "Saga". Các Thánh đấu sĩ bạc được chia làm hai nhóm, một nhóm do nữ đấu sĩ Marin (chòm Đại Bàng) chỉ huy và nhóm còn lại thuộc nữ đấu sĩ Shaina (chòm Xà phu).
Một số thánh đấu sĩ bạc:
- Orphee của chòm sao Thiên Cầm (Lyra)
- Marin của chòm sao Đại Bàng (Aquila)
- Misty của chòm sao Thằn Lằn (Lacerta)
- Moses của chòm sao Cá Voi (Cetus)
- Asterion của chòm sao Chó Săn (Canes Venatici)
- Babel của chòm sao Bán Nhân Mã (Sagitta)
- Jamian của chòm sao Quạ (Corvus)
- Algol của chòm sao Anh Tiên (Perseus)
- Capella của chòm sao Ngự Phu (Auriga)
- Dante của chòm sao Chó Địa Ngục (Eridanus)
- Algheti của chòm sao Hercules (Hercules)
- Dio của chòm sao Ruồi (Muscae)
- Sirius của chòm sao Chó Lớn (Canis Major)
- Shaina của chòm sao Xà Phu (Ophiuchus)
- Daidalos của chòm sao Tiên Vương (Cepheus)
- Ptolomy của chòm sao Thiên Tiễn (Sagitta)

### Thánh đấu sĩ đồng - Đồng thánh
Trong bộ truyện những nhân vật được nhắc tới nhiều nhất là các Thánh đấu sĩ đồng. Các thánh đấu sĩ đồng là những Thánh đấu sĩ có cấp độ thấp nhất trong 3 cấp Vàng-Bạc-Đồng. Ngoài ra họ còn là những người bình thường từ khắp nơi trên thế giới được tuyển chọn để chiến đấu bảo vệ nữ thần Athena. Các đấu sĩ đồng thuộc thế hệ Seiya đều là những đứa con của Mitsumasa Kido, người được giao nhiệm vụ chăm sóc Nữ thần Athena trong thời gian chuyển thế thành một bé gái sơ sinh. Kido bản thân là một nhà tỷ phú và ông có rất nhiều người vợ từ khắp nơi trên thế giới, do đó ông có tới 100 đứa con. Kido đã thực hiện lời hứa với Aiolos (Thánh đấu sĩ vàng của chòm sao Xạ Thủ), ông ta nhận nuôi và đặt tên cho đứa bé gái là Saori Kido. Kido chấp nhận cho tất cả các đứa con của mình trở thành Thánh đấu sĩ để bảo vệ nữ thần Athena. Các đứa con của Kido chỉ được gặp cha đúng 1 lần từ lúc mới sinh ra, sau đó tất cả đều được đưa vào cô nhi viện rồi được Kido nhận trở về nuôi dưới thân phận làm tôi tớ trong nhà. Kido lần lượt gởi 100 đứa con của mình đi khắp nơi trên thế giới để tập huấn trở thành các Thánh đấu sĩ, nhưng hầu hết đều không vượt qua được khó khăn của đợt tập huấn. Về sau chỉ có 10 người trở Thành đấu sĩ.
10 thánh đấu sĩ đồng này là:
- Seiya của chòm sao Thiên Mã: tập huấn tại thần điện Athena của Hy Lạp
- Shiryu của chòm sao Thiên Long: tập huấn tại đỉnh núi Lô Sơn của Trung Quốc
- Hyoga của chòm sao Thiên Nga: tập huấn tại vùng Siberia của Nga
- Shun của chòm sao Tiên Nữ: tập huấn tại hòn đảo Tiên Nữ
- Ikki của chòm sao Phượng Hoàng: tập huấn tại đảo Death Queen
- Jabu của chòm sao Ngựa Một Sừng: tập huấn tại vùng Oran của Algieri
- Ban của chòm sao Sư Tư Nhỏ:tập huấn tại Kilimandjaro của Tanzania
- Geki của chòm sao Đại Hùng: tập huấn tại đỉnh Rocky của Canada
- Ichi của chòm sao Trường Xà: tập huấn tại hồ Horut của Phần Lan
- Nachi của chòm sao Chó Sói: tập huấn tại đồi Bomi của Liberia

Ngoài ra còn có:
- Juné của chòm sao Yển Diên (Chamaeleon)

## Các phần của bộ truyện
Bộ truyện gồm có 114 phần và có thể được chia làm những phần chính như sau:
- Giải đấu giành Thánh y vàng Sagittarius (Nhân mã)
- Tìm kiếm những phần bị đánh cắp của Thánh y vàng Sagittarius
- Cuộc chiến chống lại những Thánh đầu sĩ bạc
- Cuộc chiến ở Thánh điện
- Cuộc chiến ở Vương quốc Thần biển Poseidon
- Cuộc chiến với Hades